# デイヴィッド・クラカウアー (科学者)
デヴィッド・クラカウアー（David Krakauer、1967年12月28日 - ）は、アメリカの進化生物学者。サンタフェ研究所所長、同研究所William H. Miller複雑系教授。

## 経歴
ハワイに生まれ、ポルトガル南部で育ち、ロンドンで中等教育を受ける。
ロンドン大学ロイヤル・ホロウェイに進学し、計算機科学と数学の学位を取得。1995年、オックスフォード大学より進化理論のD.Phil.を取得し、博士研究員として在籍する。
2015年より、サンタフェ研究所所長兼William H. Miller複雑系教授。過去には同研究所の教授会議長、レジデント教授、外部教授を務めた。サンタフェ研究所のCollective Computation Group（C4）共同ディレクターでもある。
ウィスコンシン大学マディソン校でも、ウィスコンシン発見研究所の創設ディレクター、複雑性・集団計算センターの共同ディレクター、数理遺伝学教授を歴任している。
また、ペンシルベニア大学ゲノムフロンティア研究所客員研究員、カリフォルニア大学サンタバーバラ校セージ精神研究センターセージフェロー、プリンストン高等研究所長期研究員、プリンストン大学客員進化論教授を歴任している。
2012年、WIRED誌の賢人リストに「世界を変える50人」の一人として選出された。